# Lordelo do Ouro e Massarelos
Lordelo do Ouro e Massarelos (llamada oficialmente União das Freguesias de Lordelo do Ouro e Massarelos) es una freguesia portuguesa del municipio de Oporto, distrito de Oporto.

## Historia
Fue creada el 28 de enero de 2013 en aplicación de una resolución de la Asamblea de la República de Portugal promulgada el 16 de enero de 2013 con la unión de las freguesias de Lordelo do Ouro y Massarelos, pasando su sede a estar situada en la antigua freguesia de Lordelo do Ouro.

## Demografía
| Gráfica de evolución demográfica de Lordelo do Ouro e Massarelos entre 2011 y 2021 |
|                                                                                    |
| Datos según el nomenclátor publicado por el INE portugués.                         |